# Władimir Basow
Władimir Pawłowicz Basow, ros. Владимир Павлович Басов (ur. 28 lipca 1923 w Urazowie w Obwodzie kurskim, zm. 17 września 1987 w Moskwie) – radziecki aktor, reżyser i scenarzysta. W 1983 roku został uhonorowany tytułem Ludowy Artysta ZSRR.

## Życiorys
W czasie II wojny światowej Władimir Basow służył w armii. W 1952 roku został absolwentem Wszechrosyjskiego Państwowego Instytutu Kinematografii im. S.A. Gierasimowa, gdzie studiował wraz z Siergiejem Jutkiewiczem i Michaiłem Rommem. Był trzykrotnie żonaty. Pochowany na Cmentarzu Kuncewskim w Moskwie.

## Wybrana filmografia

### Aktor
- 1963: Chodząc po Moskwie jako kominiarz
- 1965: Trzydzieści trzy jako szef muzeum
- 1965: Operacja „Y”, czyli przypadki Szurika jako policjant
- 1970: Zbrodnia i kara jako Piotr Łużyn
- 1970: Ucieczka jako Artur Arturowicz
- 1972: Big School-Break
- 1973: Przygody Hucka Finna jako ojciec Hucka
- 1975: Przygody Buratino jako Duremar[2]
- 1976: Romans sentymentalny jako ojciec
- 1977: O Czerwonej Czapce jako Wilk
- 1979: Piana jako Koczewrjarzkin
- 1980: Przygody Elektronika jako Stamp
- 1984: The Trust That Has Burst jako Morgan

### Reżyser
- 1956: An Unusual Summer
- 1964: Cisza
- 1964: Nocna zamieć
- 1968: Tarcza i miecz
- 1972: Dangerous Corner